# Impact (Texas)
Impact é uma cidade  localizada no estado norte-americano de Texas, no Condado de Taylor.

## Demografia
Segundo o censo norte-americano de 2000, a sua população era de 39 habitantes.
Em 2006, foi estimada uma população de 38, um decréscimo de 1 (-2.6%).

## Geografia
De acordo com o United States Census Bureau tem uma área de
0,2 km², dos quais 0,2 km² cobertos por terra e 0,0 km² cobertos por água.

## Localidades na vizinhança
O diagrama seguinte representa as localidades num raio de 28 km ao redor de Impact.